# Verberie
Verberie é uma comuna francesa na região administrativa de Altos da França, no departamento de Oise. Estende-se por uma área de 15,05 km². Em 2010 a comuna tinha 3 876 habitantes (densidade: 257,5 hab./km²).